# Panagropsis equitaria
Panagropsis equitaria är en fjärilsart som beskrevs av Walker 1861. Panagropsis equitaria ingår i släktet Panagropsis och familjen mätare. Inga underarter finns listade i Catalogue of Life.